# 坎貝爾侏儒倉鼠
坎貝爾侏儒倉鼠（学名：Phodopus campbelli）俗稱一線鼠、蒙古倉鼠或俄羅斯倉鼠，是侏儒倉鼠的一個物種，原產自中亞草原和半乾旱地區，同時在阿爾泰山脈、俄羅斯某些地區、中國的河北和黑龍江等北部省份亦有所分布，由W.C.坎貝爾（W. C. Campbell）於1902年在當時中俄邊境的蒙古圖瓦地區所發現，故也被稱為「有袋的圖瓦族」。
該品種與其近親短尾倉鼠曾一度在分類上有所爭議，但現在已分成兩個獨立的物種。目前在寵物店售賣的所謂「短尾倉鼠」，基本都以該品種居多。

## 生活習性
坎貝爾侏儒倉鼠生活於東亞和中亞的草原，挖掘洞穴達地下三英呎深。這些洞穴會以羊毛及乾草包圍，以維持洞內平均溫度在62℉。在西伯利亞，倉鼠會與達烏爾鼠兔共享地洞，並和平共存。他們是曙暮性動物，所以他們大多在破曉和黃昏時最活躍。牠們的天敵包括有貓頭鷹、狐、隼和黃鼠狼等。
不像敘利亞倉鼠，坎貝爾侏儒倉鼠有著社交互動，可以以群落聚集的方式來飼養。如果倉鼠是在年輕時（通常是八週前）聚集，他們能夠以同性或雌雄混居的形式共存（因倉鼠是會不斷繁殖，所以必須注意避免混居）。

## 生育及成長
在圈養的環境下坎貝爾侏儒倉鼠有18到36個月的壽命，出生僅五週便生長成熟。在18到21天的懷孕期後，生產一胎通常有4到6隻，最高曾有一胎生21隻的紀錄，而牠們在生產後立即便可以再次交配。
與其他的倉鼠不同，尤其是敘利亞倉鼠，雄鼠在接生跟育兒上扮演著主動的角色。牠會幫助雌鼠從產道拉出及清理胎兒，並確保新生兒的母親食物無缺。在雌鼠離開巢穴時他也會護衛幼兒。雌鼠在分娩後會有數天的時間幾乎寸步不離的守著新生幼鼠，以維持幼鼠體溫及不斷餵食，這段期間雌鼠的體重會急遽下降。

## 外觀與性別

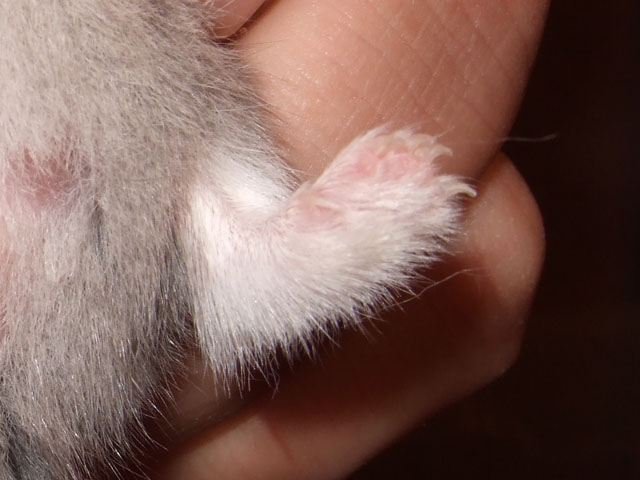
侏儒倉鼠的毛腳。

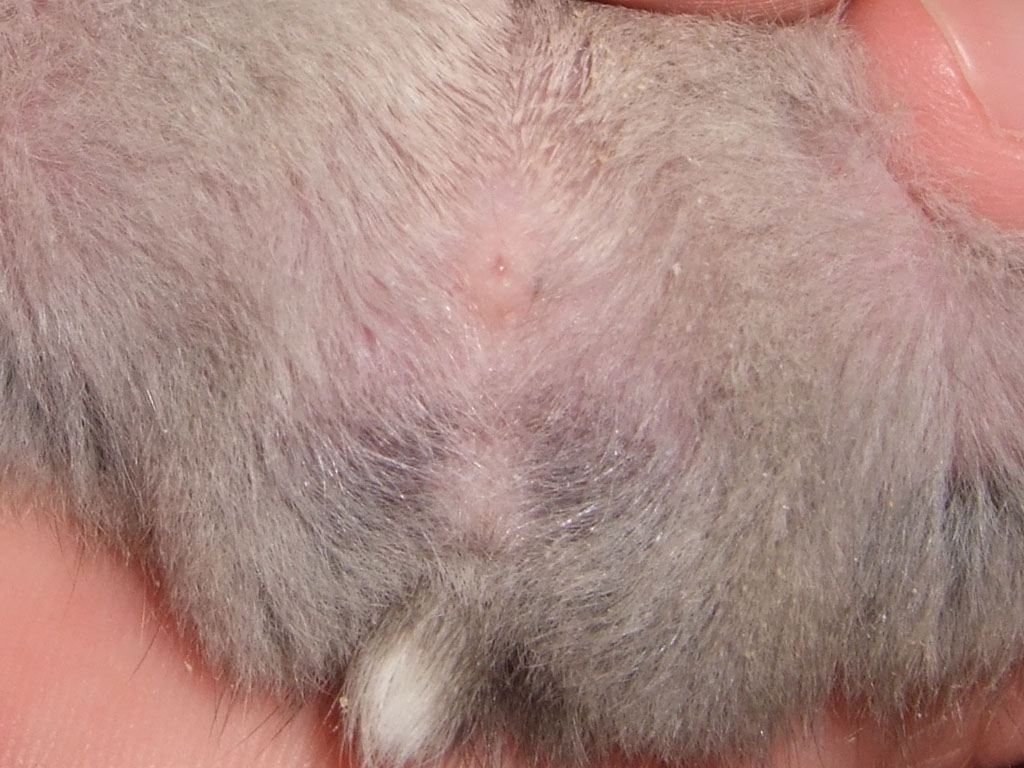
雄性坎貝爾侏儒倉鼠。

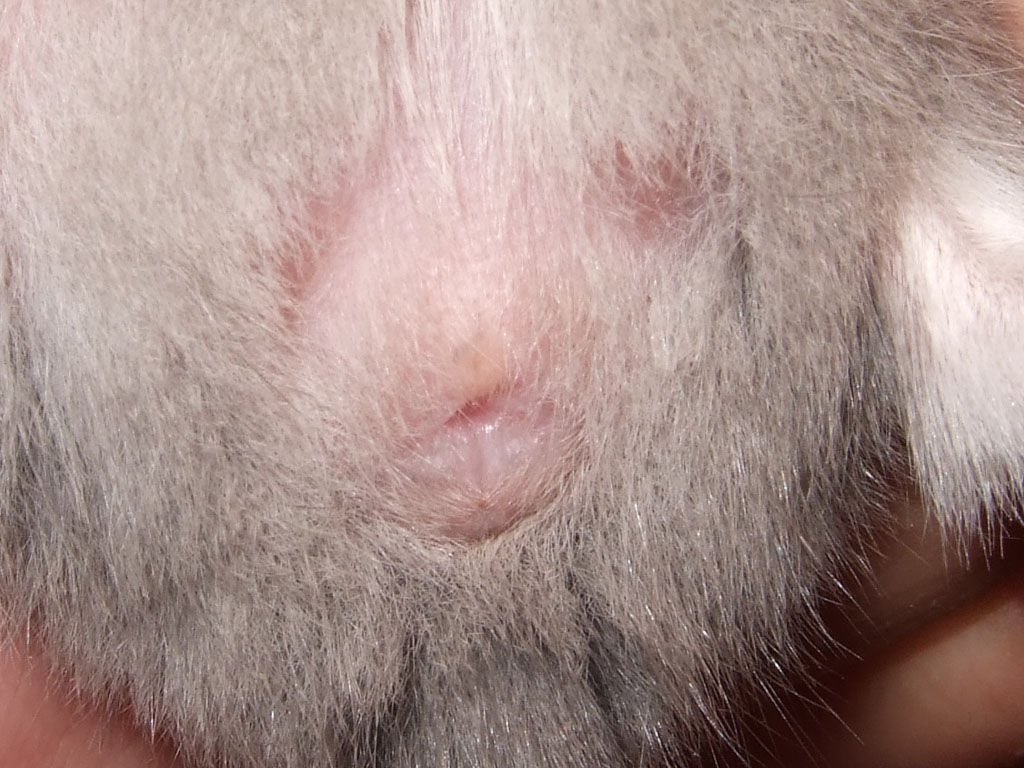
雌性坎貝爾侏儒倉鼠。

坎貝爾侏儒倉鼠屬於侏儒倉鼠屬。 這個屬的倉鼠最大的特點在於其腳背與腳底都布滿毛，其他種倉鼠則只有腳背有毛，因為這個特點所以侏儒倉鼠屬又被稱為毛足屬。
在外型上，雄性坎貝爾侏儒倉鼠體型較雌性大，觸感較硬，富有肌肉，呈長條狀，在成年雄鼠尾巴前可以清楚辨別出藏在腹腔內的睪丸。而雌性坎貝爾侏儒倉鼠體型較雄性略小，觸感較軟，皮毛與皮下脂肪層較厚，呈水滴狀。

## 互動
侏儒倉鼠是夜行性的動物，白天會在有遮蔽的溫暖陰暗處休息，晚上才會比較活躍,生性好奇且非常膽小，遇到威脅時會先靜止不動觀察形勢，然後伺機逃跑，緊急時也會用牙齒攻擊敵人。在野外倉鼠以群居居多，除非是被排擠，否則通常不會獨居。倉鼠的個性不同於一般貓狗，所以也不可以用對待貓狗的方式對待。比如說讓倉鼠聞手，對視力不好的倉鼠而言，會認為是掠食者慢慢逼近準備攻擊，往往造成誤咬。當倉鼠腹部朝上時，代表他不喜歡你的行為但怕你所以投降，這時候最好停止跟他互動，因為他接下來很可能會攻擊你。倉鼠視力不佳，當你接觸一隻新到來的倉鼠時，最好給一到兩個月的時間熟悉一切，也熟悉人的味道。當倉鼠在睡覺時，最好避免直接將他抱起，以免被咬。

## 飲食
在野外生活的侏儒倉鼠，會以各类的植物种子、昆虫以及嫩叶為食，作为杂食动物，仓鼠常吃的植物如紫花苜蓿、红菽草等，也吃昆虫，尤其是脂肪含量较高的蠕虫和蛹。作为夜行性动物，仓鼠对维生素D的需求量很小，成年的侏儒仓鼠仅需摄入20 I.U.就能达到每日上限。有学者发现，当食物中的钙、磷含量控制在一定水平时（0.6%和0.35%），仓鼠甚至可以完全脱离膳食中的维生素D生存，且健康不会受到任何影响。而过量的维生素D则会导致中毒。
另外，亦要避免氣味強烈的食物、例如大蒜、洋蔥、大黃，因為倉鼠的嗅覺是非常靈敏的，這些食物會引起呼吸困難。就如所有的倉鼠，短尾侏儒倉鼠是囓齒目動物而需要不斷的啃咬磨牙，以避免上門齒頂進嘴裡的皮裡造成健康問題。為幫助他們磨牙，有些主人會提供狗餅乾給牠們。而木製的啃咬玩具則必須小心使用，因碎片可能令倉鼠受傷。由于坎贝尔仓鼠带有导致糖尿病的基因，因此饮食中也要避免含有大量单糖的食物，如水果、蜂蜜、糖蜜等，淀粉含量高的食物也应当控制摄入。

## 病患
糖尿病是坎貝爾侏儒倉鼠的常見問題，因此不要向牠們餵飼含有大量糖分的食物（包括水果、蜂蜜和有些大量製造的零嘴）。除了糖尿病外，牠們也可能會長腫瘤（包括良性及惡性的）、還有青光眼（眼球最終會下垂脫下）
坎貝爾侏儒倉鼠的視力很弱，而對於深度的感應就更弱。年老的倉鼠通常都患有白內障。為了補償這項缺陷，牠們有許多氣味腺體分佈在臉、耳後、頰袋上及接近直腸與生殖器官。倉鼠會在不熟悉的環境下梳理自己，這是為了嗅聞足跡藉此找出一條回到巢穴的路。這種行為也會用在為了重返充滿食物的地點，嗅跡可持續高達八天之久。

## 顏色及斑紋

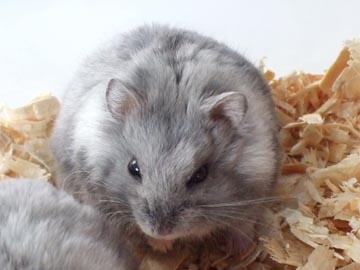
藍色雷克斯型倉鼠。

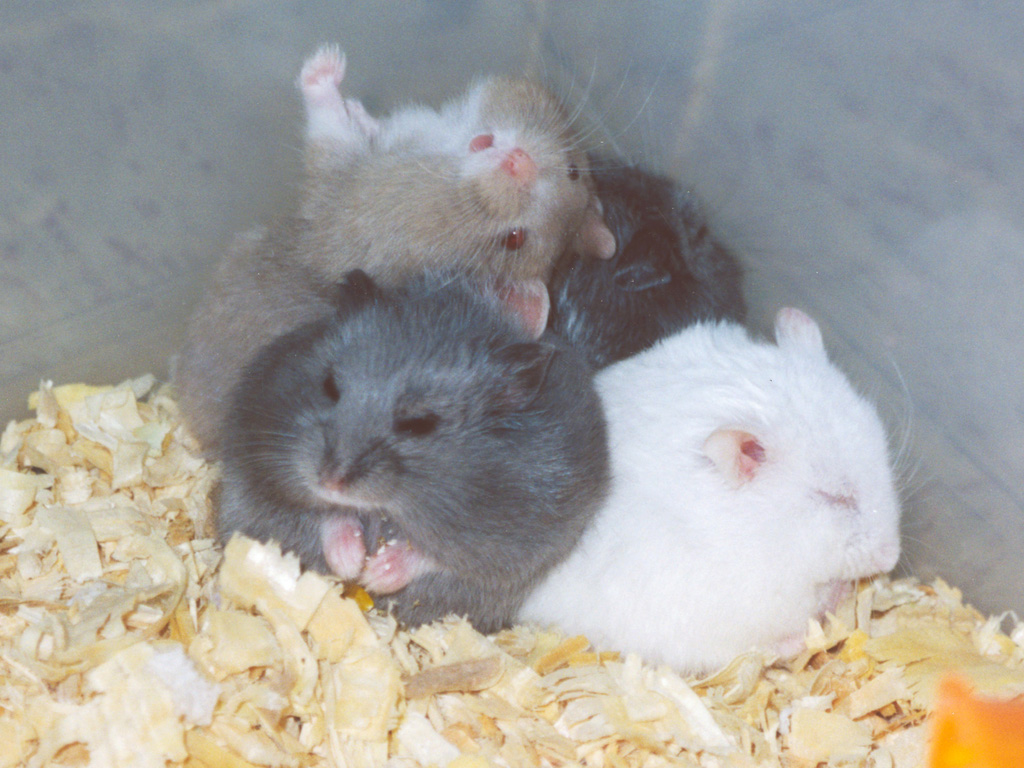
不同顏色倉鼠。銀白色（左上）、黑色（左下）、白子色（右下）

坎貝爾侏儒倉鼠可以從毛皮分為「一般型」、「亮毛型」、「波浪型」及「雷克司型」。一般型的毛短而平順，亮毛型倉鼠的毛皮感覺濕潤或滑溜的，實際上牠的基因只是增進了毛色及使之豎起。波浪型的倉鼠幼年時期毛較長而有波浪狀，鬍鬚是呈捲曲狀，而後毛色會因為換毛而變成一般型，但鬍鬚終生會保持捲曲。雷克司型則是柔軟稍微捲曲的短毛，有光澤且平滑，鬍鬚是呈捲曲狀，終生毛皮呈捲曲狀，亦是佔倉鼠大部份。部分坎貝爾侏儒倉鼠會隨年齡增長背部顏色會逐漸變淡變白,而腹部兩側的毛色則不會明顯改變。
一般常見的坎貝爾侏儒倉鼠大約可分成下面六種基本顏色
- 野鼠色（agouti）最常見棕色，帶灰白條紋，白色腹部，黑眼珠
- 銀白色（argente）肉桂色或淺棕色，白色腹部，紅眼珠
- 黑眼銀白色（black eyed argente）淺棕色或橘色，白色腹部，黑眼珠
- 白子色（albino）白色，紅眼珠，無條紋
- 蛋白石色 （opal）藍灰色，白色腹部，紅眼珠
- 黑色 （black）全身黑色，黑眼珠

坎貝爾侏儒倉鼠大約有下面三種斑紋
- 斑點（mottled）不規則的白色斑點，也被稱作白點，如果出現在脖子附近稱為領巾
- 紅寶石斑紋（ruby-eyed mottled ）黑色斑點
- 白金斑紋（platinum）淡淡白色皮毛遍布全身 ，

當中不是所有呈白色的倉鼠都是白子的，有些深斑紋或淡色的倉鼠也是呈白色的。
當兩隻紅寶石斑紋倉鼠交配所生的胎兒，約有25%會是白色的，而缺乏眼睛及牙齒。這種致命的變種是因經已變種的基因互相影響所致，牠們一般都不會活多於2個月。
配種可以產生很多不同的顏色，如藍色、黃藍色、黃紫色及黑色。不同顏色及斑紋，並不表示不同的個性，倉鼠的個性可以從血統及祖先在神經學上的病症中得以推測。

## 混種
坎貝爾侏儒倉鼠與短尾倉鼠是非常相近的兩個物種，不但外型，體型，生活型態都很相似，且能相互混種產生出下一代，一般寵物店常常容易出現辨別錯誤的情況，造成了混種的產生。有少部分的飼養者也會蓄意將其混種，希望培育出新的毛色。事實上，這是非常不被鼓勵的行為，首先，短尾倉鼠身型較小，母鼠懷有坎貝爾倉鼠時經常會發生胎兒太大導致難產發生，再者混種的倉鼠往往會有很多健康上的問題，短尾倉鼠有很嚴重的糖尿病問題，坎貝爾侏儒倉鼠也有高比例青光眼的問題，混種的倉鼠往往同時帶有這兩種疾病且比例相當高。而且混種會造成純種物種保存上的問題。